# Ulloa de Heredia
Ulloa es un distrito del cantón de Heredia, en la provincia de Heredia, de Costa Rica.

## Geografía
Ulloa cuenta con un área de 11,38 km² y una altitud media de 1003 m s. n. m.

## Demografía
Para el año 2022, Ulloa cuenta con una población estimada de 36 027 habitantes, y para el último censo efectuado, en 2011, Ulloa contaba con una población de 29 266 habitantes.

## Localidades
- Cabecera: Barreal
- Barrios: Arcos, Aurora (parte), Bajos del Virilla (San Rafael), Cariari (parte), Carpintera, El Cristo (parte), Lagunilla, Linda del Norte, Mayorga (parte), Monterrey, Pitahaya, Pueblo Nuevo, Valencia (parte), Vista Nosara.

## Transporte

### Carreteras
Al distrito lo atraviesan las siguientes rutas nacionales de carretera:
- Ruta nacional 1
- Ruta nacional 3
- Ruta nacional 103
- Ruta nacional 106
- Ruta nacional 111
- Ruta nacional 171

## Galería

EuroCenter. HerediaEuroCenter. Heredia
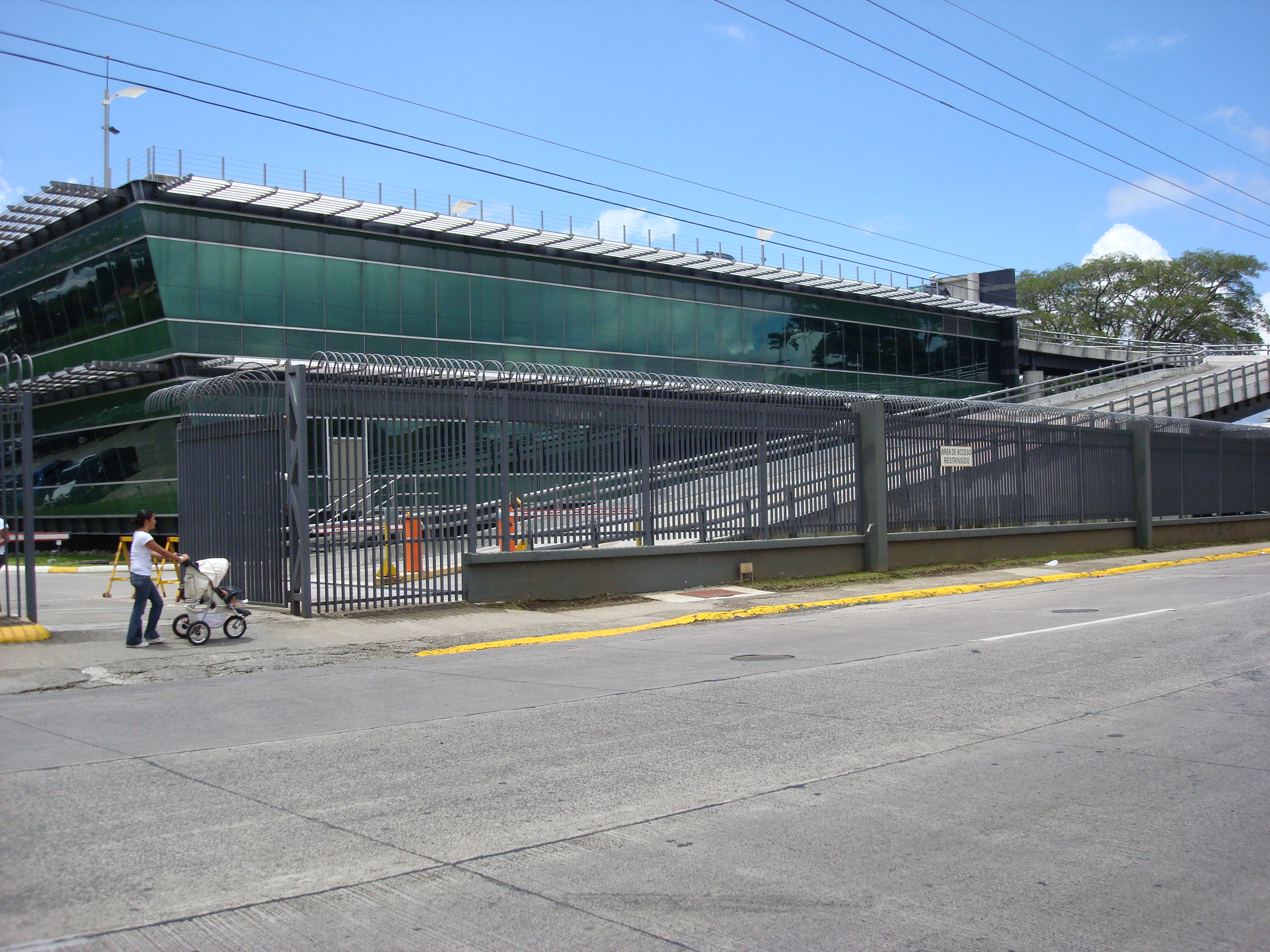
Hewlett Packard en Ultra Park. Heredia.